# بیلاسسار د مار
بیلاسسار د مار (به اسپانیایی: Vilassar de Mar) یک شهرستان در اسپانیا است که در بارسلون واقع شده‌است.

## خصوصیات
بیلاسسار د مار ۴٫۰۱ کیلومترمربع مساحت و ۱۹٬۰۵۲ نفر جمعیت دارد و ۱۰ متر بالاتر از سطح دریا واقع شده‌است.